# Авиновицкий, Яков Лазаревич
Яков Лазаревич Авиновицкий (1899—1938) — корпусной комиссар (1935) Рабоче-крестьянской Красной Армии, участник Гражданской войны, начальник Военной академии химической защиты РККА, доктор педагогических наук (1936).

## Биография
Родился 19 июля (по старому стилю) 1899 года в семье учителя Лейзера Янкелевича Авиновицкого и Блюмы-Леи Шмуэлевны Динес, уроженцев Коссово, Слонимского уезда Гродненской губернии (родители развелись в 1914 году). Окончил начальное народное училище в 1913, затем специальные педагогические курсы в 1916, работал учителем. С 1915 по 1918 состоял членом юношеской организации партии Бунд. Член РКП(б) с декабря 1918.
В РККА с 1919, участник Гражданской войны, заместитель председателя ЧК при комитете обороны Литовско-Белорусской республики. Заместитель военкома, потом военком газотехнических курсов, а по совместительству — военком Высшей школы военной маскировки с сентября 1919 до августа 1920. Затем до октября 1920 на Западном фронте военком инспекции военно-учебных заведений. В 1921 году один из руководителей подавления антоновского мятежа в Тамбовской губернии, затем комиссар химических курсов усовершенствования командного состава. Окончил эти же курсы в 1922 году, затем 2 курса экономического факультета Института им. К. Маркса в 1923. С 1925 года первый начальник химических курсов усовершенствования командного состава РККА, в 1932-1937 первый начальник Военной Академии химической защиты РККА им. К. Е. Ворошилова. Член президиума центрального совета Осоавиахима СССР и РСФСР.
Проживал в Москве (Лубянский проезд, дом 17, квартира 14). Арестован 27 августа 1937, осуждён Военной коллегией Верховного суда СССР по обвинению в участии в антисоветском военно-фашистском заговоре и расстрелян в день вынесения обвинительного приговора. Реабилитирован посмертно 17 сентября 1955, определением Военной коллегии Верховного суда СССР.
Жена (с 4 марта 1919 года) — Голда Моисеевна Тайц (Авиновицкая; 1896, Свенчаны — ?), осуждена 16 января 1938 года как член семьи изменника Родины.

## Публикации[2]
- Доброхим и советское учительство / Я. Л. Авиновицкий. – Москва : Гос. военное изд-во , 1925. – 48 с.
- Химическая война и оборона СССР / Я. Л. Авиновицкий. – 2-е изд. – Москва : Военный Вестник, 1925. – 75 с.